# Blade: The Series
Blade: The Series was een Amerikaanse horror-/actieserie gebaseerd op het Marvel Comics-personage Blade, en de populaire Blade films. De serie ging in première op Spike TV op 28 juni 2006. De rol van Blade werd vertolkt door Kirk Jones.
De twee uur durende pilotaflevering werd geregisseerd door Peter O’Fallon.

## Verhaal
In de pilot aflevering keert Krista Starr terug van haar militaire dienst in Irak, en ontdekt dat haar jongere broer Zack is gestorven onder mysterieuze omstandigheden. Haar onderzoek onthult dat Zack een "familiar" was, een dienaar van vampieren. Haar zoektocht naar haar broers moordenaar brengt haar oog in oog met Blade en de moordenaar zelf, de machtige vampier Marcus Van Sciver. Marcus is onder de indruk van Krista en besluit haar ook in een vampier veranderen. Krista wordt benaderd door Blade die haar injecteert met hetzelfde serum dat hij gebruikt om zijn vampierinstincten onder controle te houden. Daarna biedt hij haar de kans hem te helpen haar broer te wreken door Marcus en zijn House of Chthon te verslaan. De twee vormen een partnerschap.
In de rest van het seizoen staan Krista’s pogingen om haar undercover identiteit in het House of Chthon te bewaren, en haar gevecht tegen haar groeiende vampierinstincten centraal. Ook een terugkerend thema is Marcus’ zogenaamde poging om een serum te maken dat vampieren zal genezen van al hun traditionele zwakheden (zonlicht, zilver, knoflook, enz.) In werkelijkheid wil hij een virus creëren dat zich specifiek tegen “volbloed” vampieren zal richten, omdat dat de vampieren zijn die in de vampiergemeenschap momenteel de dienst uitmaken. Hij weet dit wapen uiteindelijk los te laten met onverwachte hulp van Blade.

## Chronologie
De serie vindt blijkbaar plaats na de film Blade: Trinity aangezien gebeurtenissen uit die film in de pilot aflevering werden genoemd. Aan het eind van Trinity gebruikte Blade het Daystar virus, een biologisch wapen dat alle vampieren vernietigt. Blijkbaar heeft dit virus zich niet al te ver verspreid aangezien in de serie nog steeds vampieren bestaan. Aangenomen kan worden dat de serie verdergaat na het theatrale einde van de film.

## Afleveringen
| Nr.  | Aflevering                  |
| ---- | --------------------------- |
| 1.01 | "Pilot" (twee afleveringen) |
| 1.02 | "Death Goes On"             |
| 1.03 | "Descent"                   |
| 1.04 | "Bloodlines"                |
| 1.05 | "The Evil Within"           |
| 1.06 | "Delivery"                  |
| 1.07 | "Sacrifice"                 |
| 1.08 | "Turn of the Screw"         |
| 1.09 | "Angels and Demons"         |
| 1.10 | "Hunters"                   |
| 1.11 | "Monsters"                  |
| 1.12 | "Conclave"                  |

## Rolverdeling
| Acteur              | Rol               |
| ------------------- | ----------------- |
| Kirk "Sticky" Jones | Blade             |
| Jill Wagner         | Krista Starr      |
| Nelson Lee          | Shen              |
| Neil Jackson        | Marcus Van Sciver |
| Jessica Gower       | Chase             |

## Einde van de serie
Op 28 september 2006 kondigde Jill Wagner, ster Blade: The Series, aan dat ze geïnformeerd was dat de serie geen tweede seizoen zou hebben. De volgende dag bevestigde Spike dit gerucht.

## Trivia
- Marcus Van Scivers achternaam is een verwijzing naar stripboektekenaar Ethan Van Sciver.
- In een flashbackaflevering waarin Blade nog een kind is, geeft een vriend hem een kopie van een Avengers stripboek.
- In de pilootaflevering wordt de naam Marc Spector vermeld. Marc Spector is de echte naam van de superheld "Moon Knight".